# Mine de La Zanja
 (mars 2025).
La mine de La Zanja est une mine à ciel ouvert d'argent et d'or située dans la région de Cajamarca au Pérou. Elle est détenue à 53 % par Buenaventura et à 47 % par Newmont Mining.